# Waygal (huyện)
Waygal là một huyện thuộc tỉnh Nurestan, Afghanistan. Dân số thời điểm năm 1999 là 8,417 người.